# Earl Lindo
Earl "Wire" Lindo (Kingston, 7 de janeiro de 1953 – 4 de setembro de 2017) foi um músico jamaicano, membro da banda The Wailers e colaborador de diversos artista de reggae como Burning Spear.

## Biografia
Começou sua carreira nos Wailers em 1973. Enquanto cursava a Excelsior High School na Jamaica, tocava órgão na banda Now Generation. Aston Barrett ouvil "Wya" e recomendou-o fazer um teste junto com os Wailers, no qual participou de um programa de televisão. Neste concerto tocou com o saxofonista dos Skatalites, Tommy McCook, e com os guitarristas do The Upsetters. 
Durante uma tunrnê com a banda Taj Mahal na década de 1970, Lindo teve uma péssima experiência com ácido (LSD), o qual o causou diversos problemas psiquiátricos.